# Руанський музей образотворчого мистецтва
Руанський музей образотворчого мистецтва (фр. musée des Beaux-Arts de Rouen) — художній музей у Руані, північна Франція. Він був заснований 1801 року Наполеоном Бонапартом; його поточна будівля була побудована в 1880–1888 рр. та повністю реставрована в 1994 році. Музей вміщує колекції картин, скульптур, малюнків та декоративно-прикладного мистецтва.

## Історія

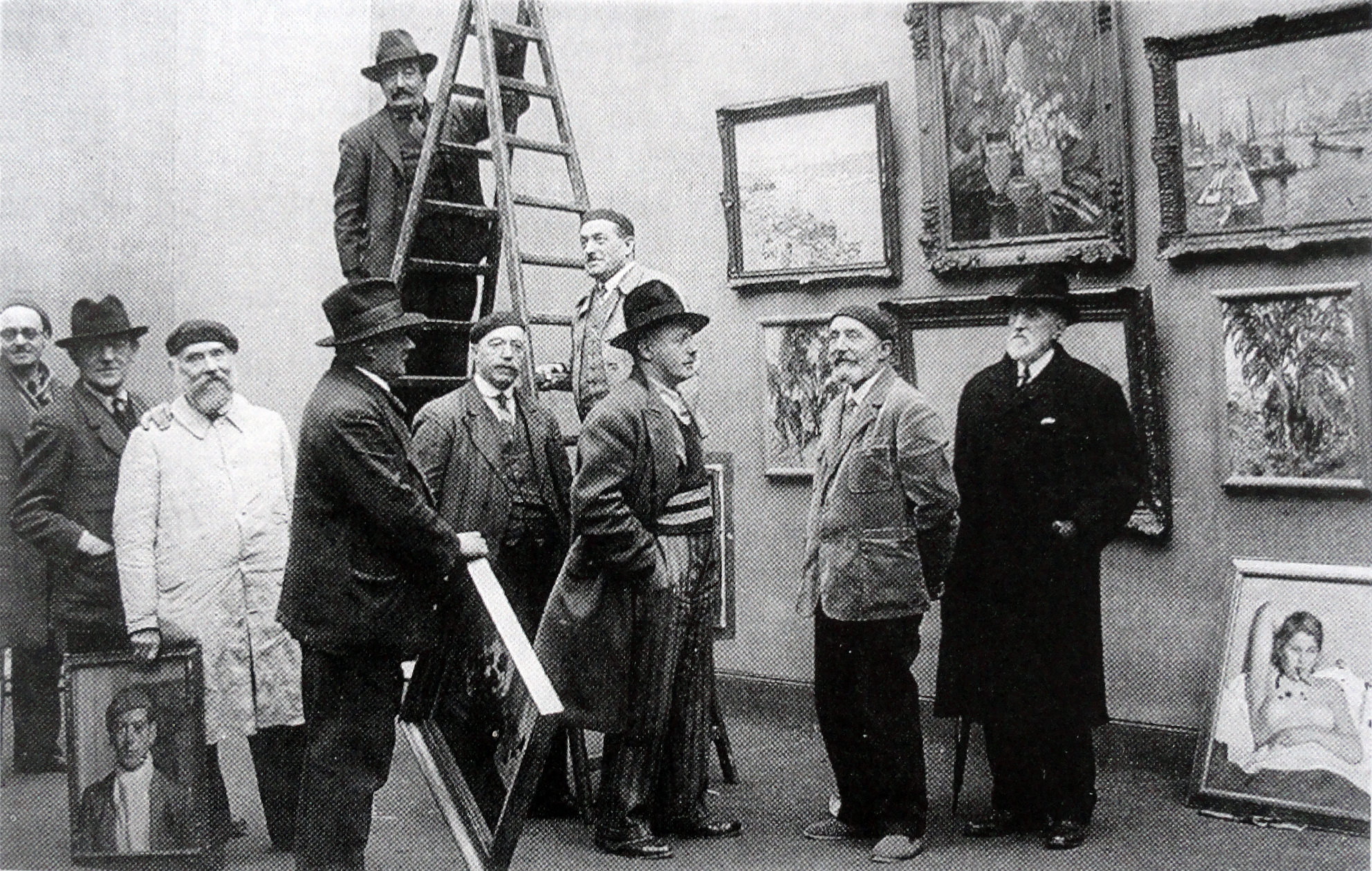
Члени Руанської школи, Salon des Artistes Rouennais, в Руанському музеї образотворчого мистецтва, 1934

Будівництво поточної будівлі музею було завершено в 1888, проект архітектора Луї Саважа. Повна реконструкція будівлі завершена в 1994 році.
Постійна експозиція музею займає 60 залів. Музей вміщує колекції картин, скульптур та інших творів мистецтва від доби Відродження до сучасності, включно з рідкісною колекцією російських ікон з 15-го по початок 19-го сторіччя. Музей володіє надзвичайно доброю колекцією картин Франсуа Депо, подарованою в 1909 році, що робить його одним з найкращих регіональних музеїв імпресіонізму. Зала виставки малюнків містить більше 8 000 малюнків від Відродження до 20-го сторіччя.
В музеї також проводяться тимчасові виставки та виставки сучасного мистецтва. Наприклад, в 2006 році в музеї було 8 виставок, включно з виставкою «Шедеври Флорентійських музеїв», що подвоїло річну кількість відвідувачів, а в 2010 році в рамках фестивалю «Імпресіоністська Нормандія» було відкрито виставку «Місто імпресіонізму: Клод Моне, Каміль Пісарро та Поль Гоген в Руані», яку відвідало більше 240 000 осіб.
Музей отримує деяке фондування від спонсорів. В 2007 році його бюджет придбання склав €150 000 на рік.
Музей входить до об'єднання FRAME («Обмін французьких регіональних та американських музеїв»).

## Картини
Колекція картин є особливо цікавою: присутні всі європейські школи з 15-го по 21-ше сторіччя. Серед найбільш відомих художників, чиї роботи присутні в музеї:
- художники 16-го сторіччя: П'єтро Перуджино, Герард Давид, Франсуа Клуе, Паоло Веронезе, Якопо Бассано та Аннібале Карраччі;
- художники 17-го сторіччя: Пітер Пауль Рубенс, Антоніс ван Дейк, Караваджо, Гверчіно, Лука Джордано, Дієго Веласкес, Хосе де Рібера, Філіп де Шампань, Сімон Вуе, П'єр Міньяр, Лоран де Ла Гір, Ніколя Пуссен, Еесташ Лесюер та Джон Майкл Райт.
- художники 18-го сторіччя: Гіацинт Ріґо, Жан-Оноре Фраґонар, Франсуа Буше, Франческо Гварді, П'єтро Лонгі, Юбер Робер та Елізабет Віже-Лебрен.
- художники 19-го та 20-го сторіччя представлені особливо добре з багатьма шедеврами та суттєвою колекцією імпресіоністів:
  - картини майстрів Франції включають роботи таких художників як Жак-Луї Давід, Жан-Огюст-Домінік Енгр, Теодор Жеріко, Ежен Делакруа, Едуар Жозеф Дантан, Каміль Коро, Гюстав Моро, Гюстав Кайботт, Альфред Сіслей, П'єр-Огюст Ренуар, Каміль Піссарро, Ежен Кар'єр, Едґар Деґа та Клод Моне.
  - художники 20-го сторіччя Рауль Дюфі, Андре Дерен, Жан Едуар Вюйяр, Амедео Модільяні, Жак Війон, Марсель Дюшан, Жан Дюбюффе та Робер Антуан Піншо.

## Окремі роботи

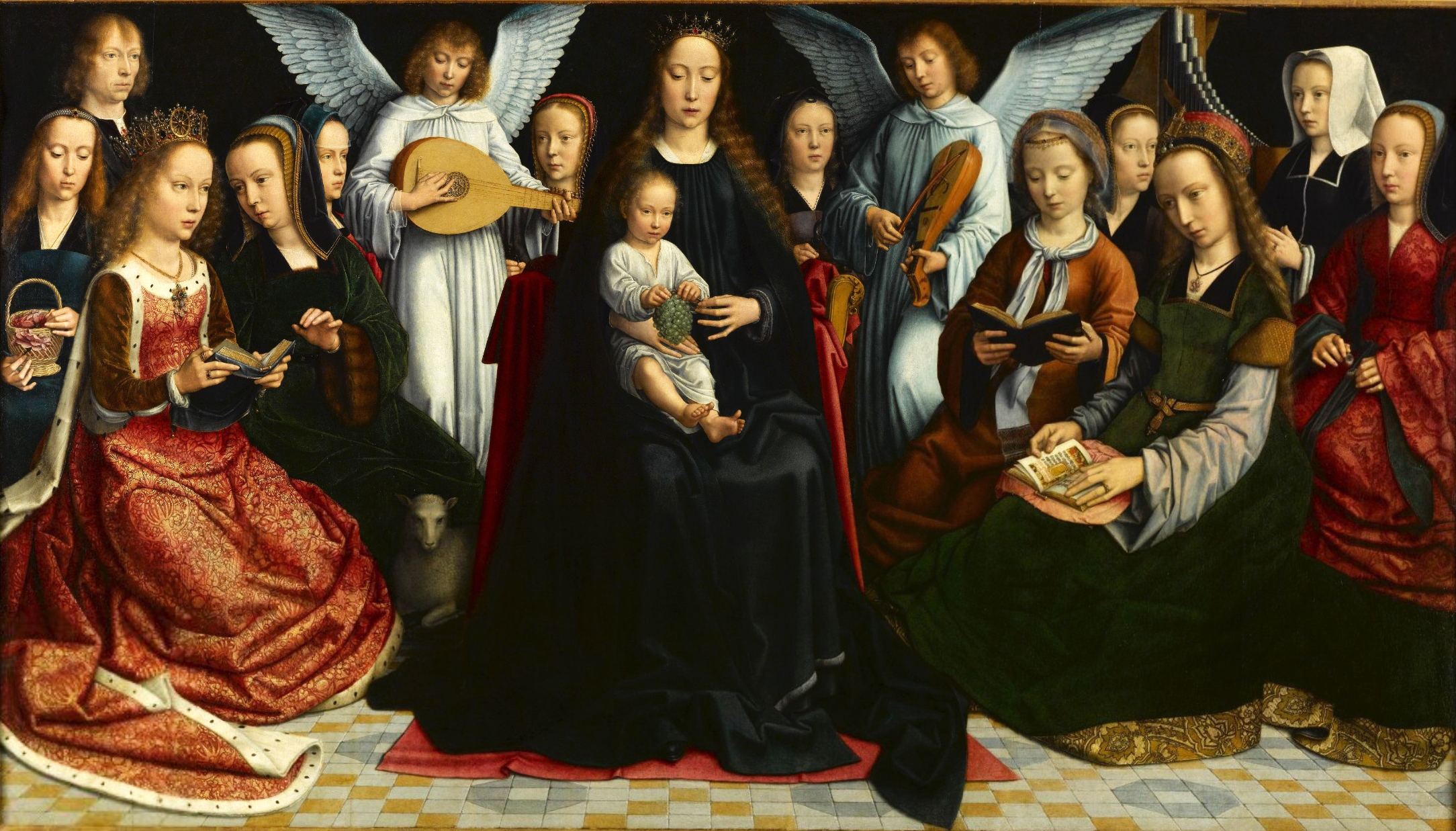
Герард Давид, Діва серед дів
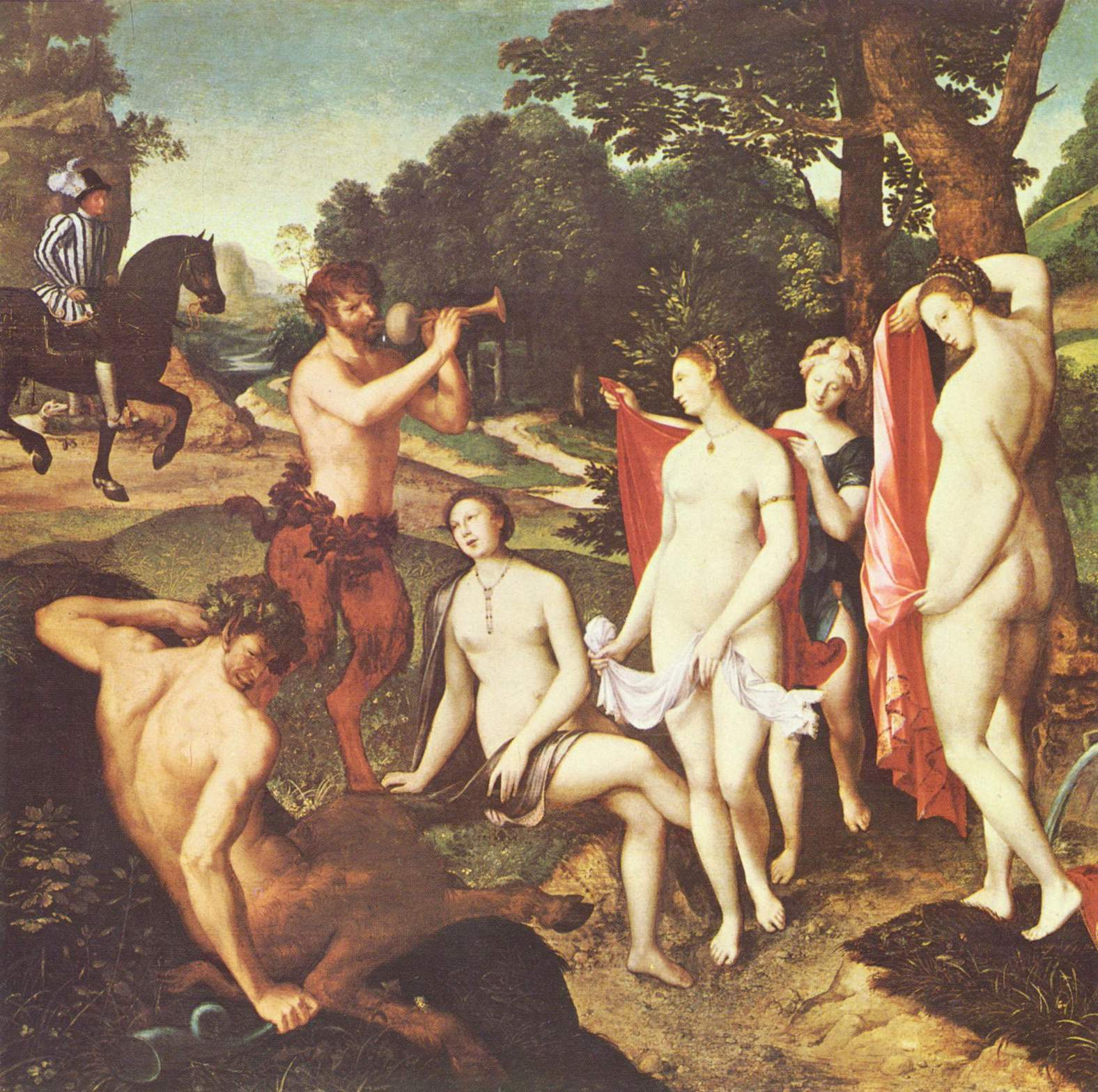
Франсуа Клуе, Діана купається
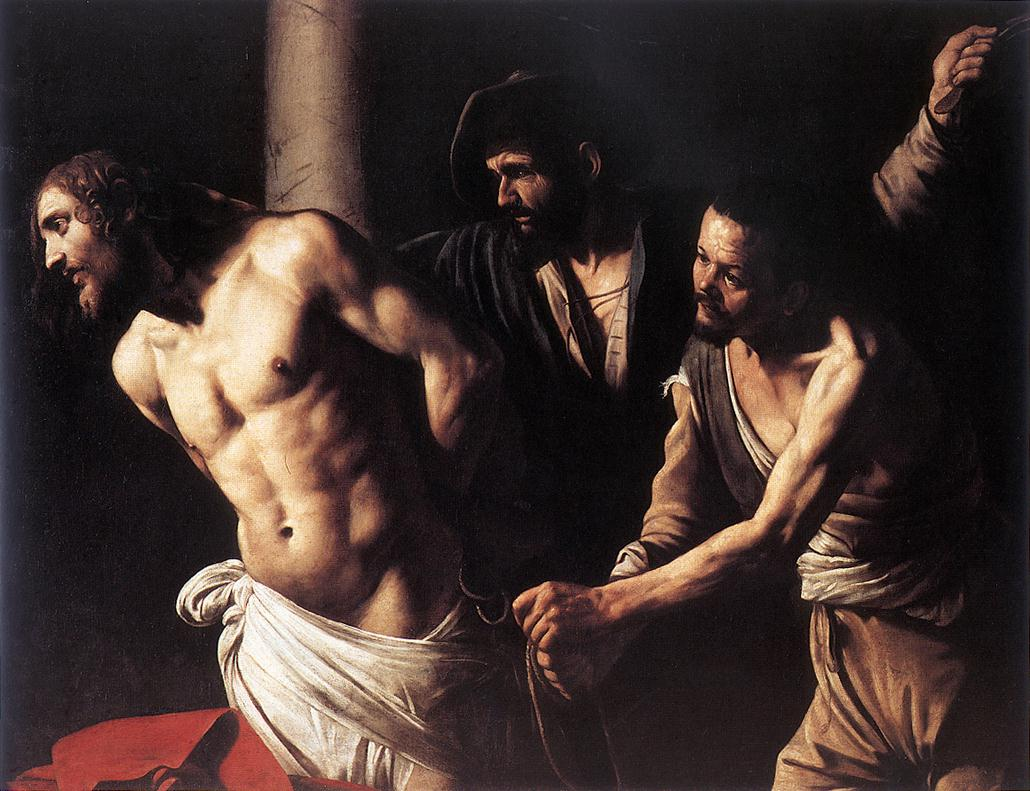
Караваджо, Бичування Христа
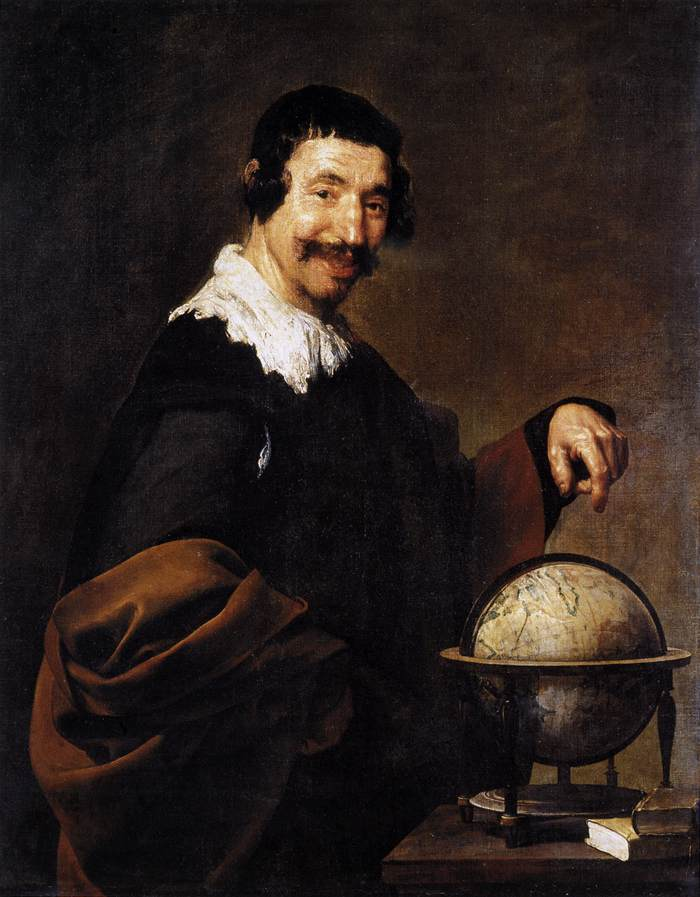
Дієго Веласкес, Демокріт
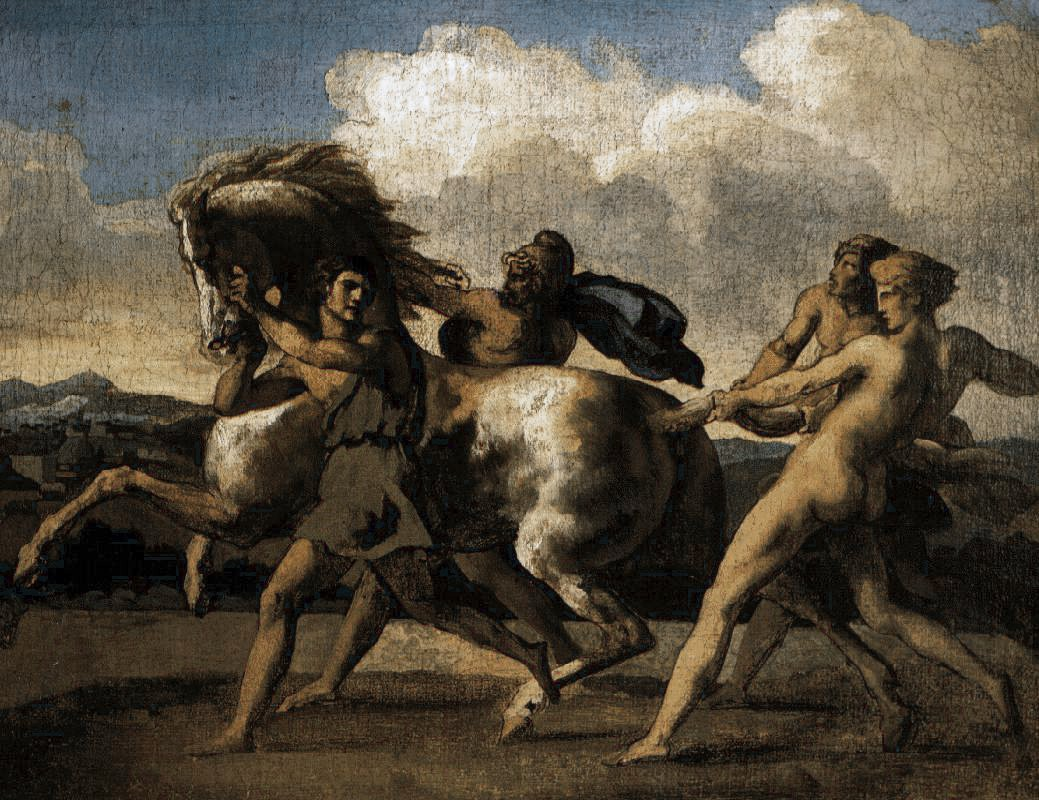
Теодор Жеріко, Полонення коня
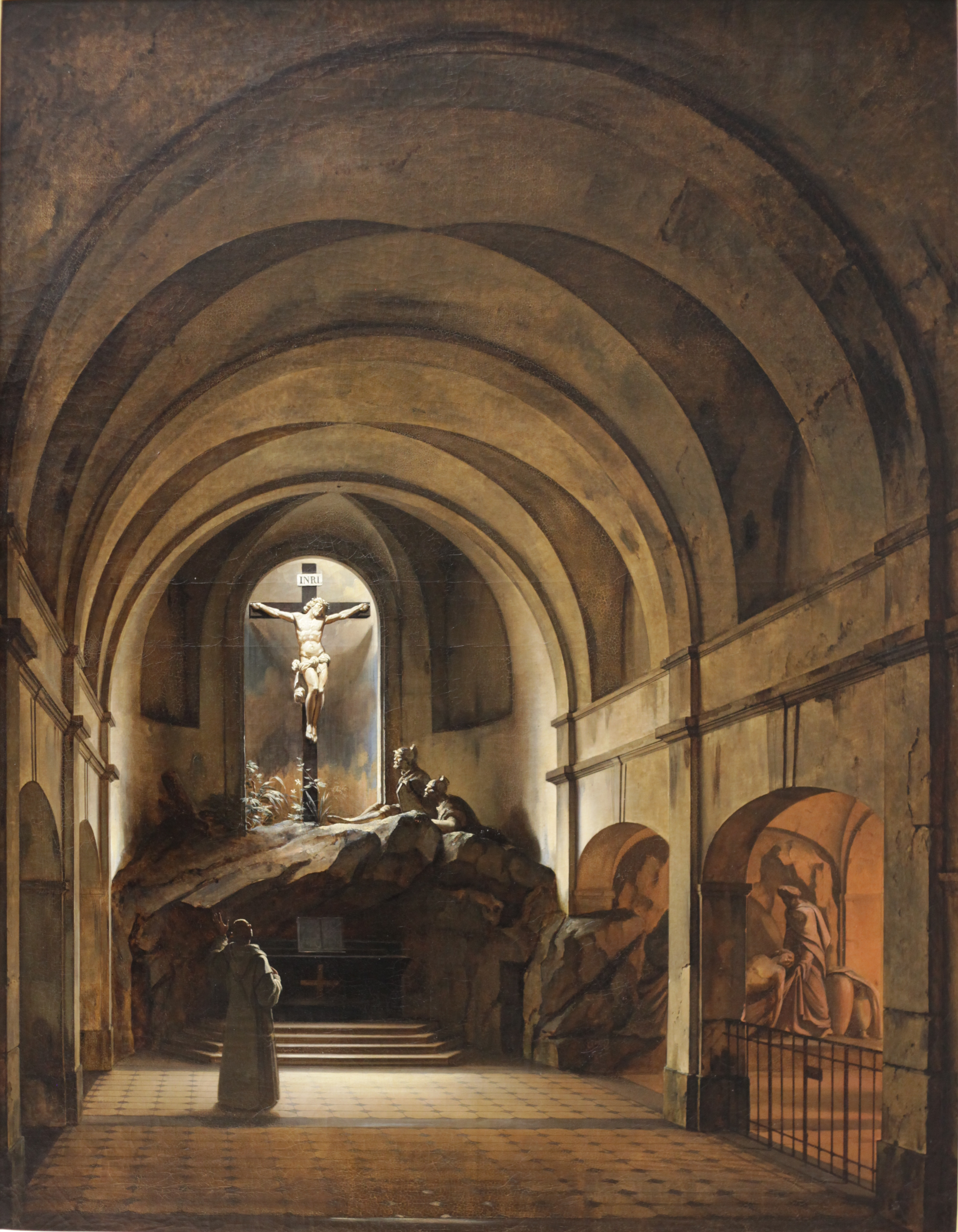
Шарль Марі Бутон, Каплиця "на Голгофі" в церкві Святого Роха
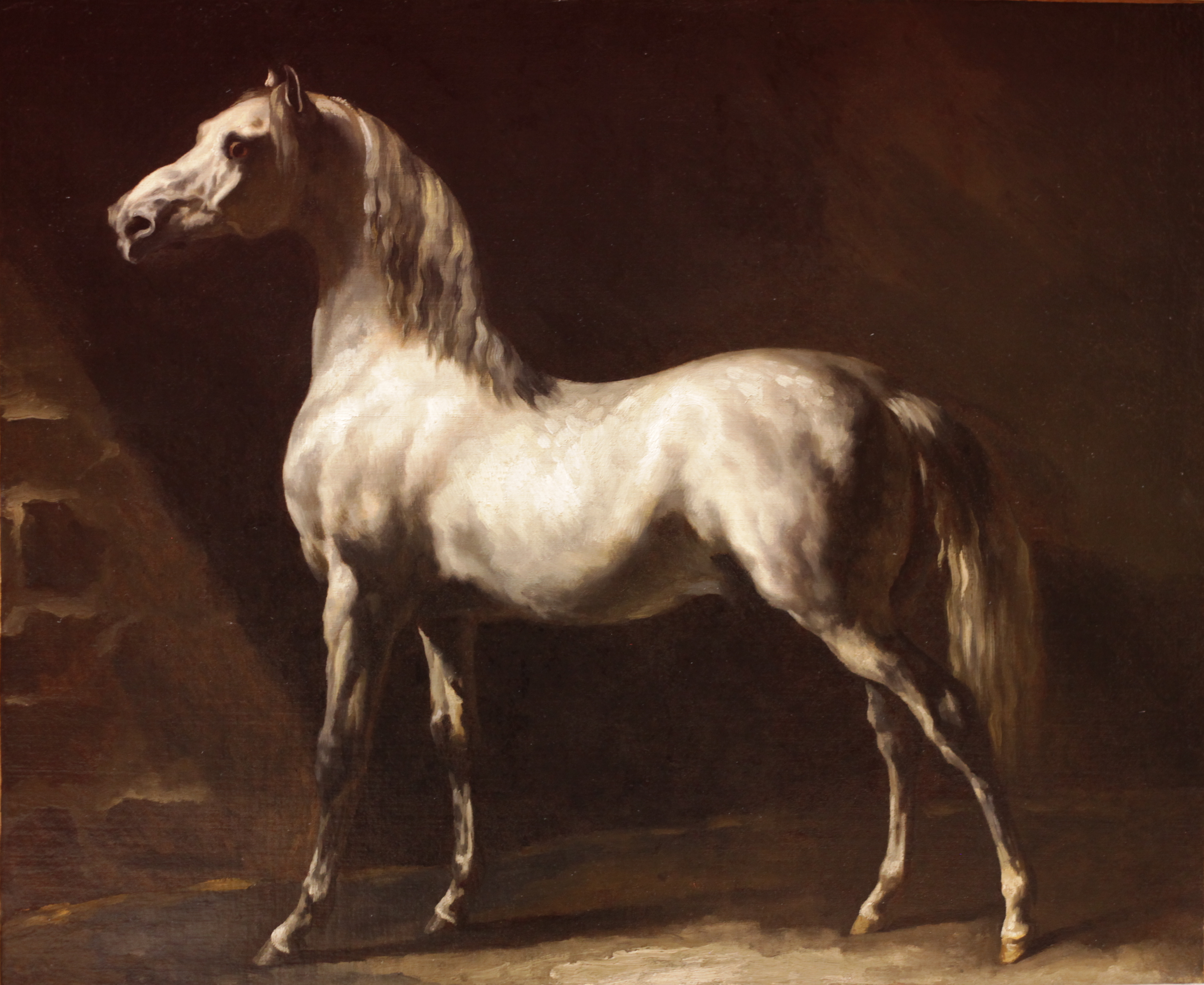
Теодор Жеріко, Сіро-білий арабський кінь
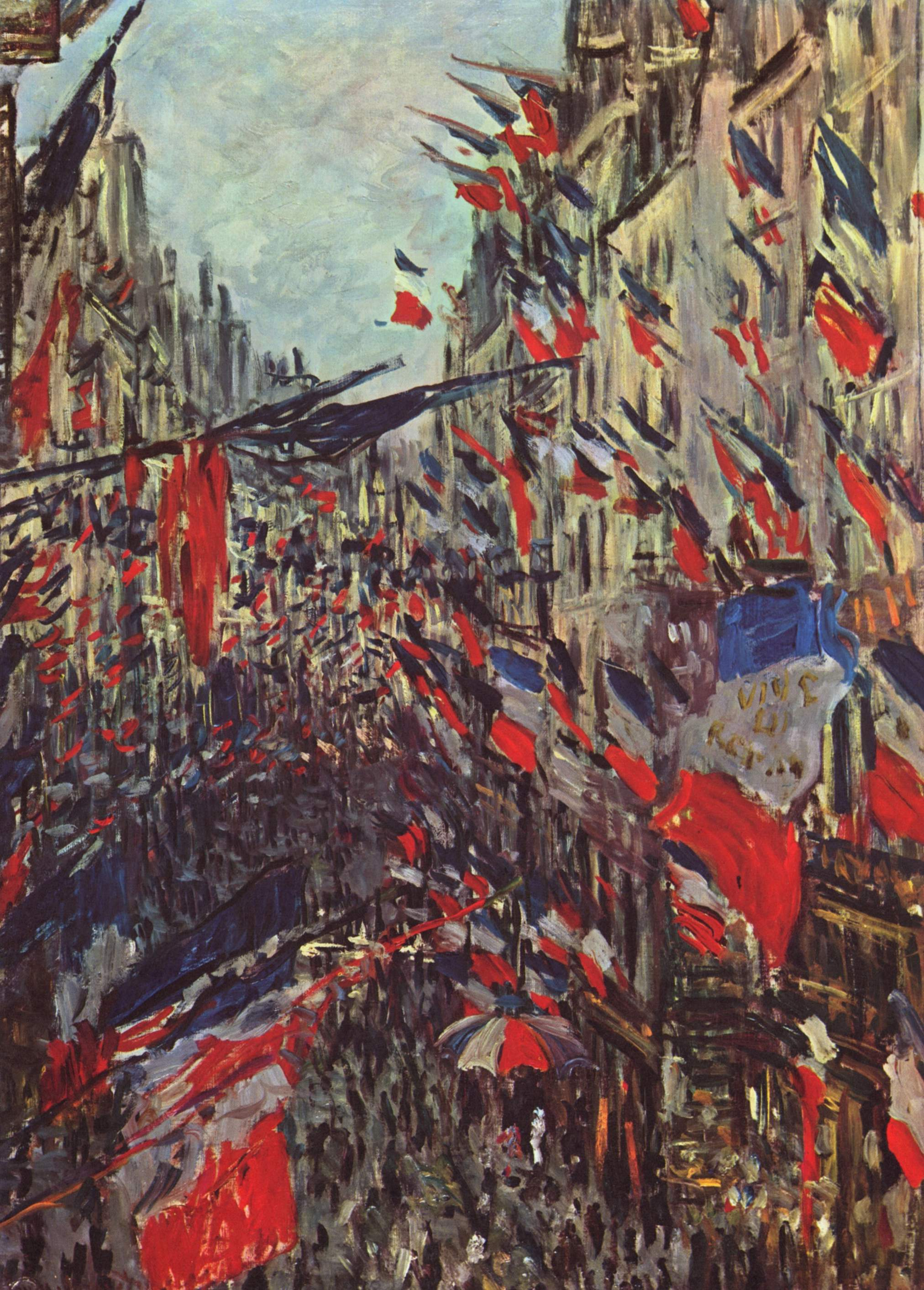
Клод Моне, Рю Сан-Дені
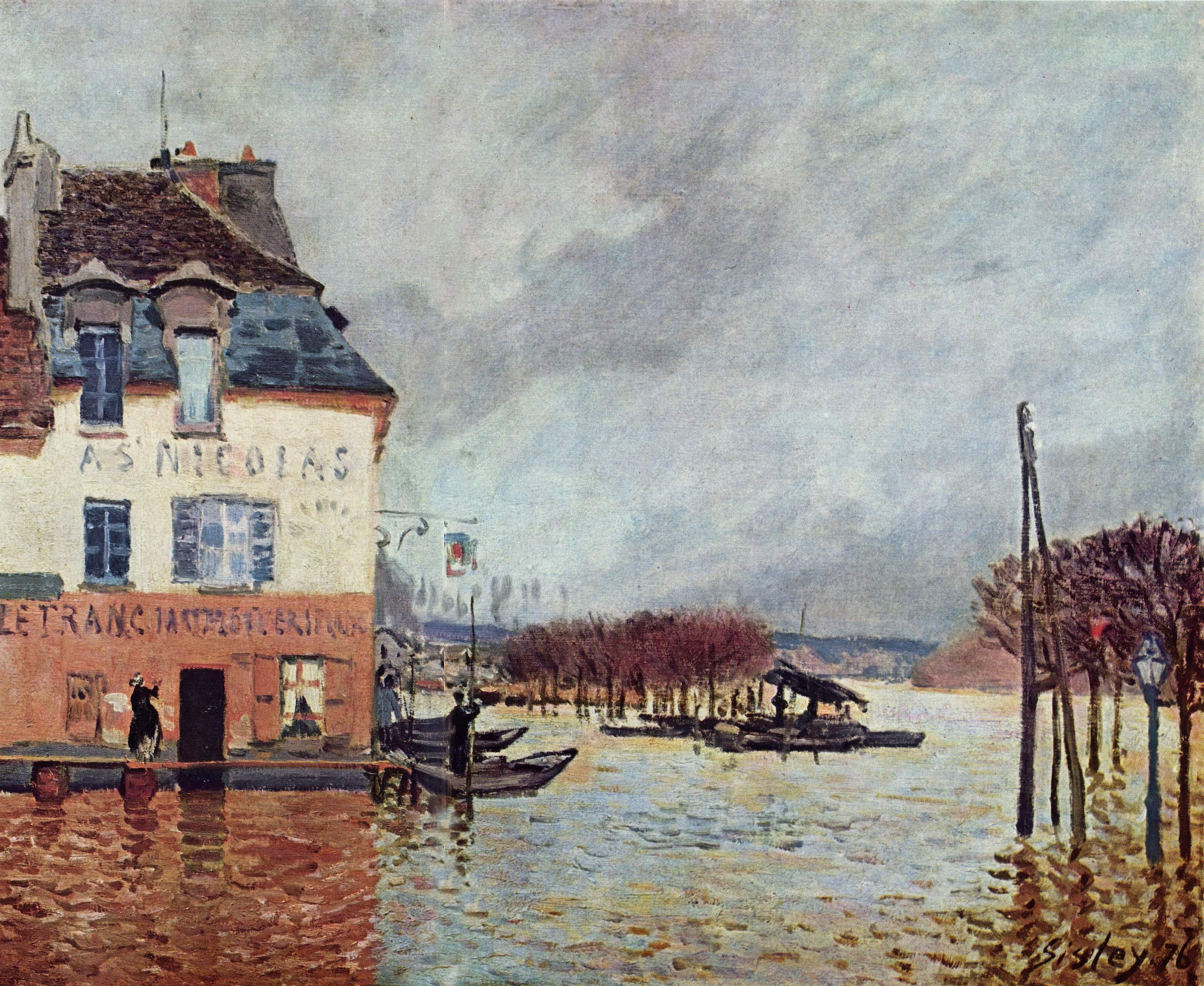
Альфред Сіслей, Потоп в Пор-Марлі
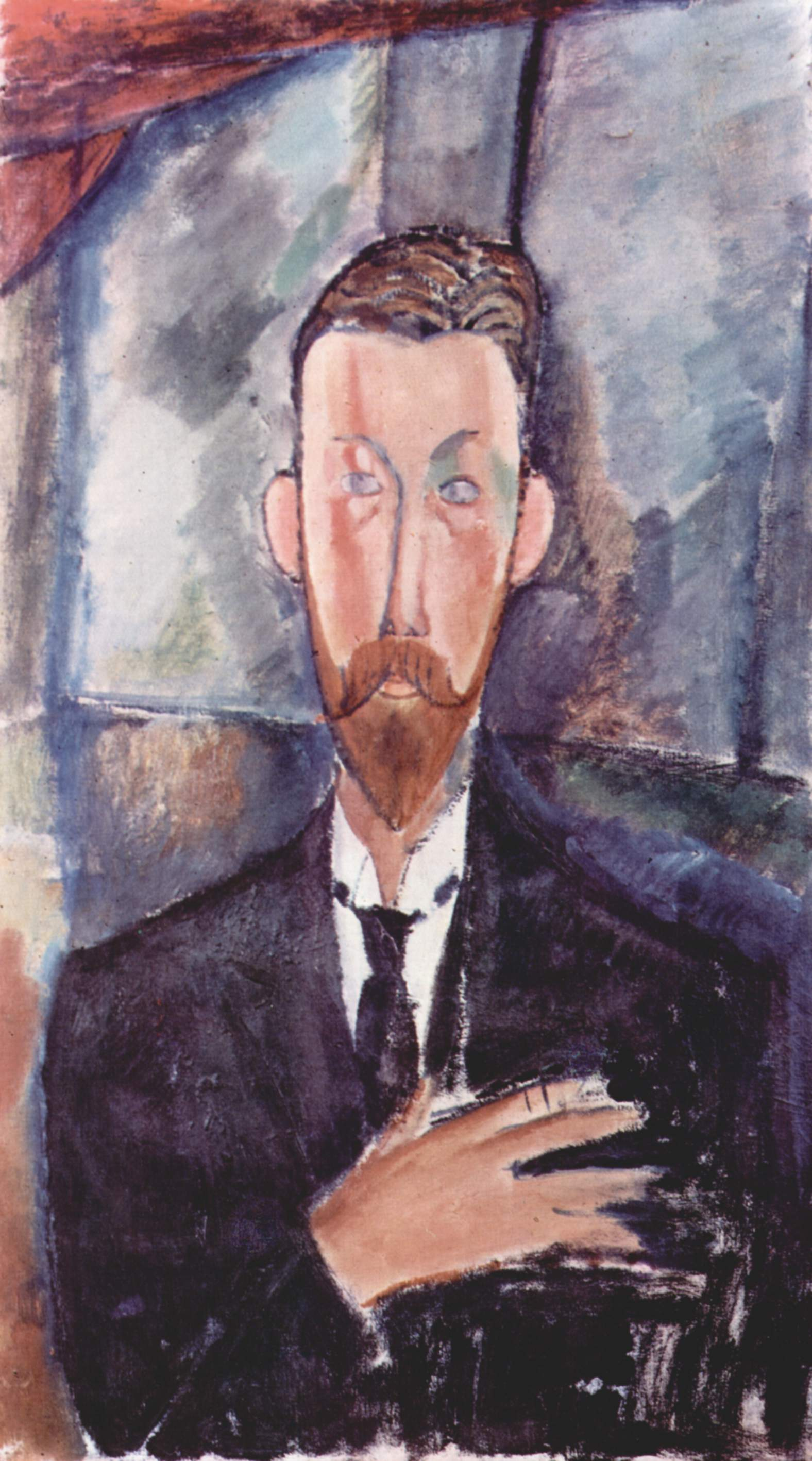
Амедео Модільяні, Поль Александр до перенесення у вітраж
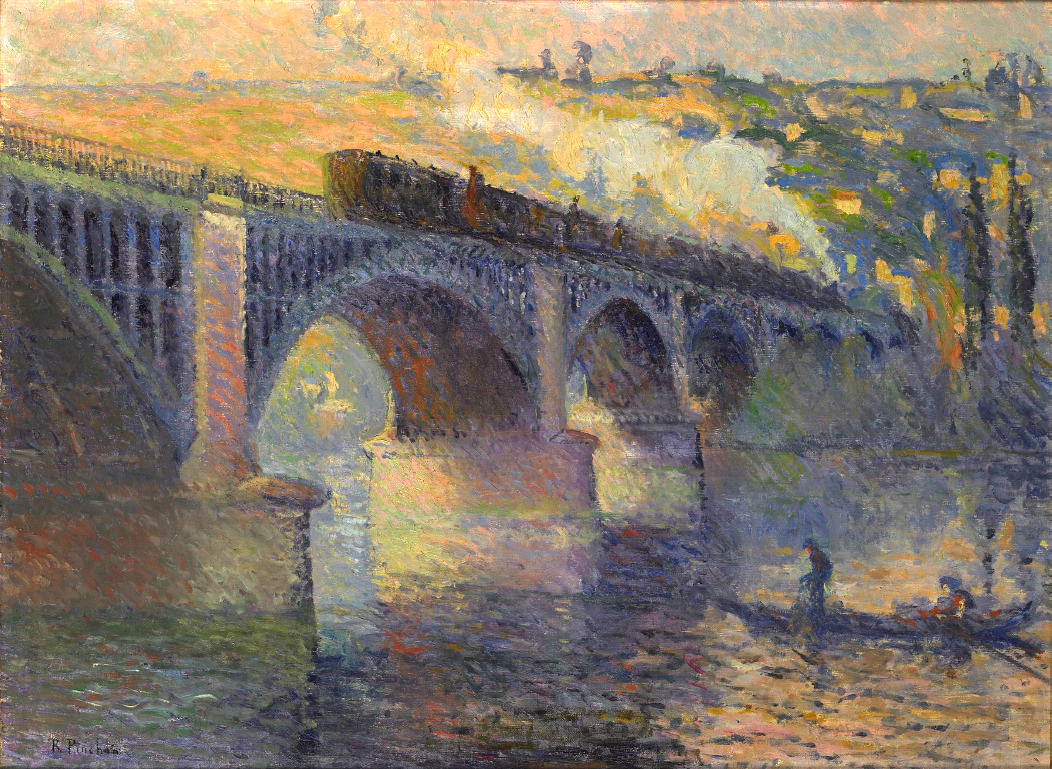
Робер Антуан Піншо, Англійський міст на заході сонця, 1905. З колишньої колекції Франсуа Депо.
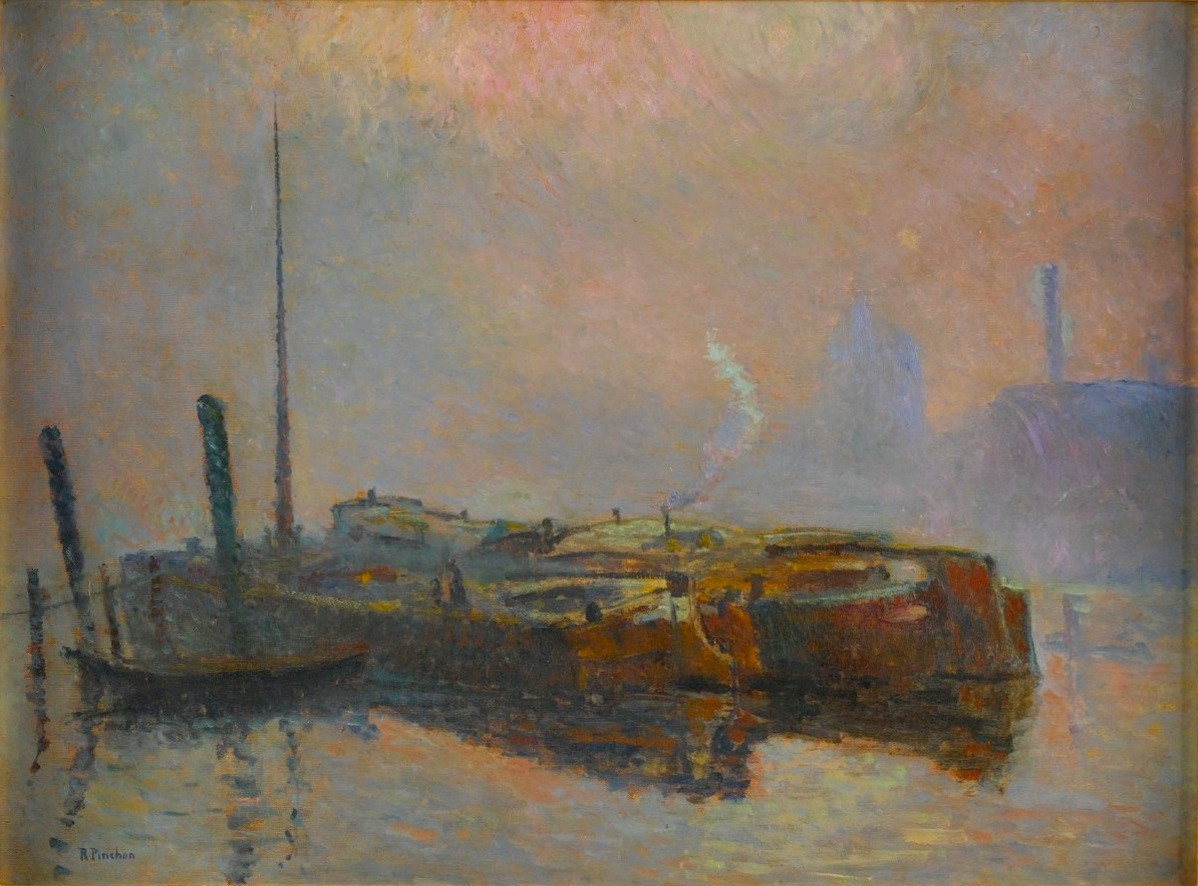
Робер Антуан Піншо, до 1909, Баржа в тумані, олія по полотну, 54 x 73 см, подаровано Франсуа Депо, 1909

## Скульптури
В музеї експонується «загублена статуя» П'єра Пюже. Ця статуя «Геракл вбиває Лернійську гідру» колись була у замку в Ле-Водрей та була знайдена Адольфом-Андре Поре в 1882 на території замку в Б'євіль-Бевіль.